# Chico, California
Chico, California là một thành phố thuộc quận Butte trong tiểu bang California, Hoa Kỳ. Thành phố có tổng diện tích km², trong đó diện tích đất là km². Theo điều tra dân số Hoa Kỳ năm 2010, thành phố có dân số 86.187 người, là thành phố đông dân nhất ở quận Butte, tăng từ 59.954 người theo điều tra dân số năm 2000. Thành phố này là một trung tâm văn hóa, kinh tế, và giáo dục của Bắc Sacramento Valley và có trường đại học bang Chico và công viên Bidwell, một trong 25 công viên đô thị lớn nhất.
Các thành phố khác ở gần vùng đô thị Chico (dân số 212.000 người) bao gồm thiên đường và Oroville, trong khi thị trấn và các làng địa phương (chưa hợp nhất khu vực) bao gồm Durham, Cohasset, Dayton, thành phố Hamilton, Nord, và Ranch rừng. Chico Metropolitan Area lớn thứ 14 khu vực thống kê đô thị ở California.
Biệt danh là thành phố chính thức là "Thành phố Hoa Hồng".